# Banco de Crédito e Inversiones
Pour les articles homonymes, voir BCI.
Banco de Crédito e Inversiones (BCI) est une entreprise chilienne fondée en 1937, et faisant partie de l'IPSA, le principal indice boursier de la bourse de Santiago du Chili. Banco de Crédito e Inversiones est une banque de détail et ciblant principalement les particuliers, les entrepreneurs et les petites et moyennes entreprises. Elle est la troisième banque du pays, derrière Banco Santander Chile et Banco de Chile.